# Пам'ятник Стамену Панчеву (Ботевград)

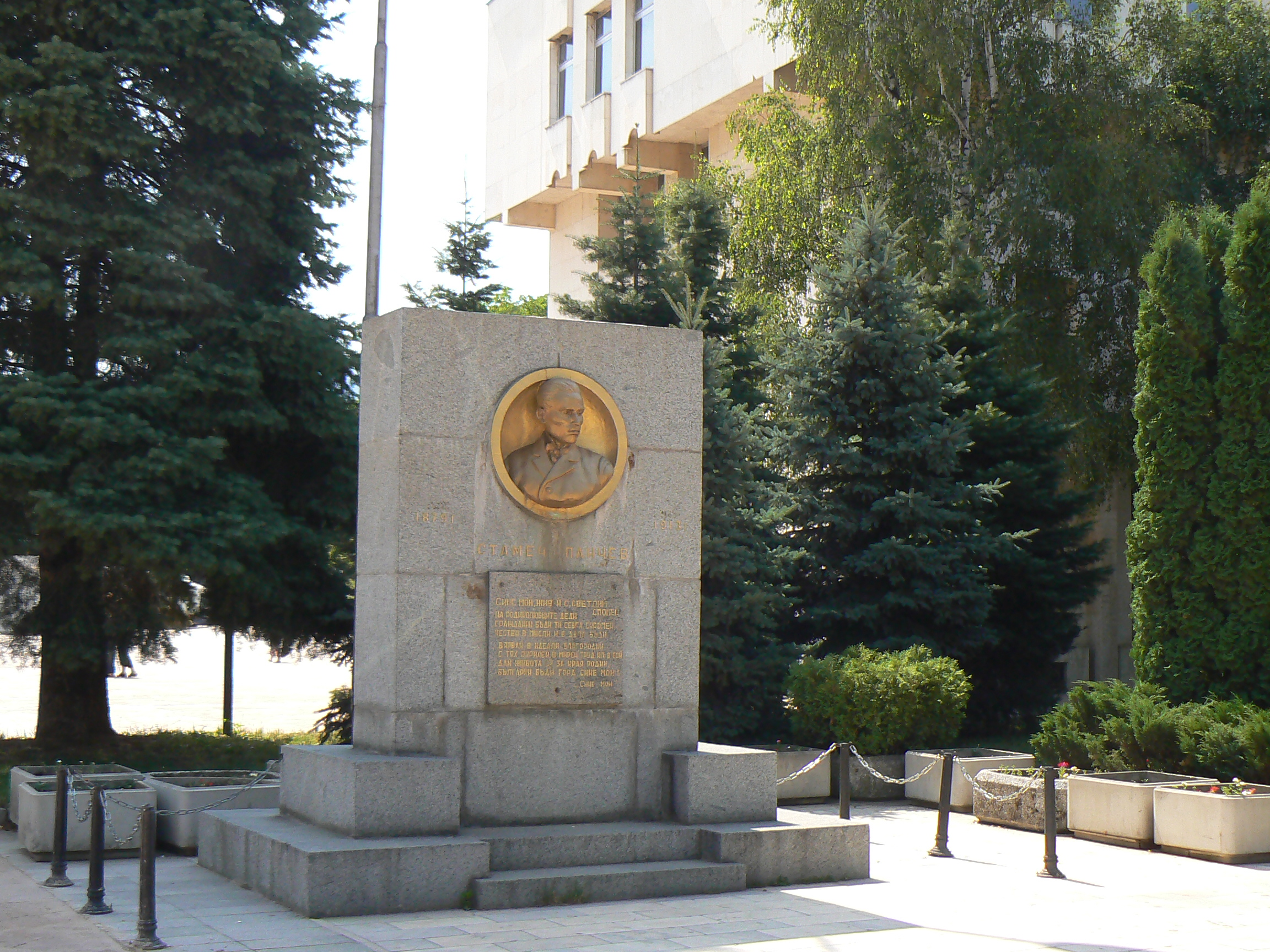
Пам'ятник Стамену Панчеву в його нинішньому вигляді і розташуванні

Пам'ятник Стамену Панчеву є однією з визначних пам'яток міста Ботевград, Болгарія. Знаходиться на площі Звільнення («Освобождение») в центрі міста. Зведений на честь болгарського поета і офіцера Стамена Панчева.

## Встановлення

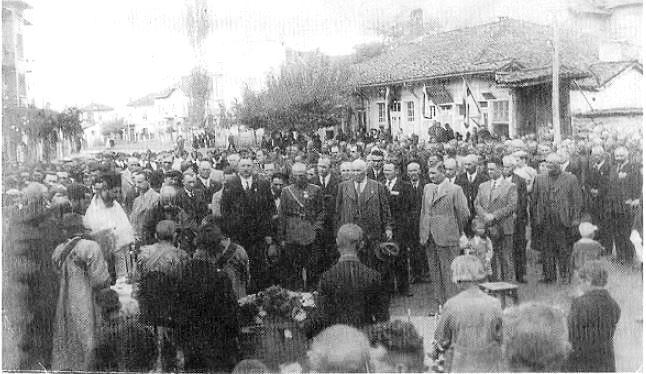
Церемонія закладення першого каменя пам'ятника, 24 травня, 1938

Ініціатива створення пам'ятника виходила від «Сурсувул» — товариство офіцерів запасу. Стамен Панчев був сам офіцером, який загинув у першій Балканській війні. Його було поранено, але він повернувся в бій, коли дізнався про падіння фортеці Едірне. Після смерті йому було присвоєно звання лейтенанта, і мешканці Ботевграда почали відкривати його поетичний талант. У 1938 році, через 25 років після його смерті, було створено фонд для того, щоб зібрати гроші на пам'ятник. Перший камінь було закладено 24 травня того ж року; церемонію було проведено за сприяння жителів міста під керуванням друга Панчева капітани Кристєва. Пам'ятник було офіційно відкрито 22 жовтня 1939 року в присутності дружини Панчева Рейни і їхнього сина Павла, якому Панчев присвятив вірш «Сине мой».

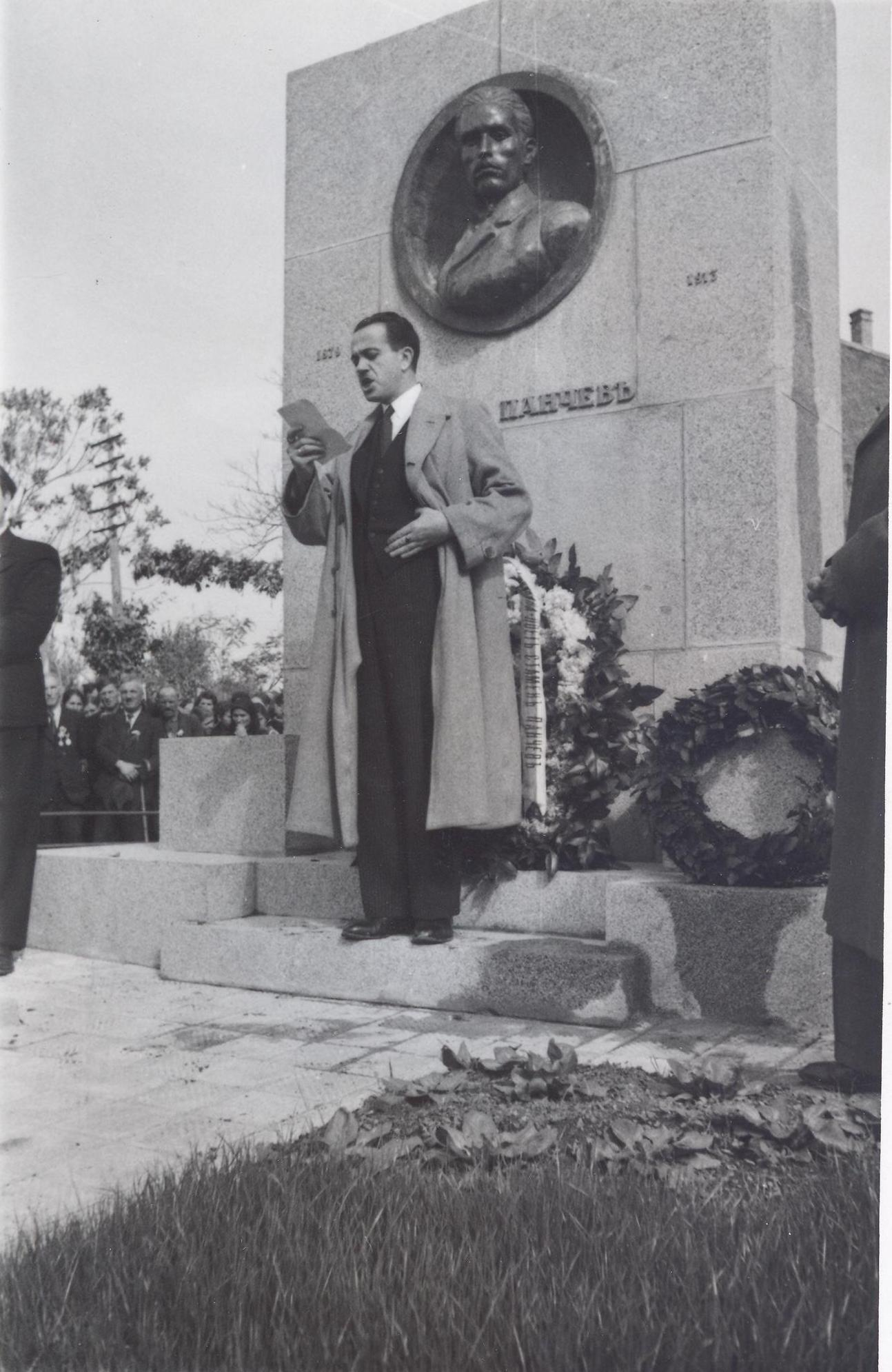
Письменник Змій Горянин на відкритті пам'ятника

Пам'ятник було споруджено з гранітних блоків. Барельєф, що являє собою бюст Панчева, виготовлений з бронзи скульптором Янко Павловим. На задній стороні пам'ятника вирізьблено вірші та поеми Панчева. Навколо пам'ятника було посаджено невеликий сад, оточений металевим парканом. Пізніше було встановлено фонтан. Пам'ятник був розташований на площі Звільнення, де регулярно проводилися свята.

## Видалення
У 1950-х роках на площі було побудовано міський автовокзал, що обслуговував маршрути до великих міст Болгарії, що призвело до демонтажу пам'ятника. Наступні кілька років, бронзовий барельєф зберігався в школі поруч, а потім був забутий.
Родичі Стамена Панчева звернулись до Міністерства культури з проханням відновити пам'ятник. У відповідь, у січні 1954 року, в міськраду було направлено телеграму за підписом прем'єр-міністра Вилко Червенкова, і особисто голова Ради Саво Дончев доручив відновити пам'ятник в найкоротші терміни. Таким чином в дуже холодні зимові дні у дворі школи, де зберігався барельєф, розігріваючи у великих казанах воду для цементу, робітники відновили гранітні блоки. Пам'ятник стояв обличчям до сусідньої вулиці, яка також носить ім'я Стамен Панчев. Тут пам'ятник простояв протягом 43 років.

## Відновлення
У 1996 році товариство «Орханієц» надіслало на адресу мера Георгі Пеєва та міської ради листа з вимогою повернути пам'ятник на його колишнє місце — на площу Звільнення. Міністерство культури схвалило запит, і 31 травня відбулося друге урочисте відкриття пам'ятника. У заході взяли участь онуки і правнуки Стамена Панчева, а також жителі міста.